# Zak Starkey
Zak Richard Starkey (* 13. září 1965 Londýn) je britský bubeník, nejstarší dítě Ringo Starra z The Beatles a Maureen Starkey.

## Život
Má dva mladší sourozence – bratra Jasona a sestru Lee. I přes veškeré protesty svého otce se Zak v pubertě rozhodl, že se naučí hrát na bicí. Jeho otec mu tedy dal první lekci hraní, a poté mu řekl, ať se vše naučí sám, tak jako kdysi on. Hrál například v kapele Oasis a nebo v The Who.
V pubertě začal mít Zak problémy se zákonem a s drogami. Několikrát byl zatčen za veřejné pohoršování a za krádež. Když jeho otci přetekla trpělivost a vyhodil ho z domu, oženil se Zak s o několik let starší ženou, která mu poté porodila dceru. Manželství ale před několika lety ukončil rozvod. Zak následně žije s novou přítelkyni, se kterou je šťastný. Se svým otcem urovnal Zak vztahy krátce po narození jeho první dcery.